# Gura Portiței

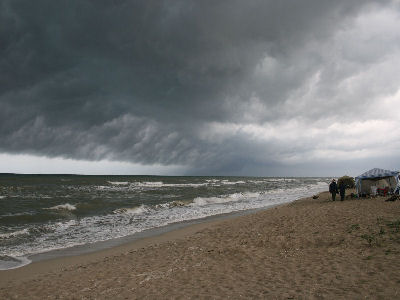
Turiști pregătindu-se de furtună, Gura Portiței, foto Iulian Hopulele

Gura Portiței este situată pe o fâșie îngustă de nisip, între Marea Neagră și limanul Golovița, din Delta Dunării, făcând parte din comuna Jurilovca.
Inițial sat pescăresc și cherhana, Gura Portiței (Portița) este cunoscută astăzi ca una dintre cele mai retrase (și încă relativ liniștite) destinații turistice de pe litoralul românesc, o alternativă pentru Vama Veche, devenită aglomerată în ultimii ani. Accesul se face de regulă cu vaporașul, de la Jurilovca, Tulcea, cu autovehicule speciale se poate ajunge și pe drumul de coastă, fie de la Vadu, Constanța, pe la Periboina, fie de la Sfântu Gheorghe, Tulcea. 
Denumirea Gura Portiței desemna comunicarea existentă inițial între limanul Golovița și Marea Neagră, închisă în anii 1970, ceea ce a transformat Golovița într-un lac închis, cu apă în curs de desalinizare și eutrofizare. Lacul comunică la nord (liber) cu lacul Razim, iar la sud cu limanul Sinoe, printr-un sistem de ecluze. Zona este o parte a „Rezervației biosferei deltei Dunării”.